# Ahmet Kostarika
Ahmet Turgutlu, més conegut com a Ahmet Kostarika (Istanbul, 1 de gener de 1927, 14 de juny de 1994) fou un actor de cinema turc, famós per la pel·lícula Aşk ve Kin (Amor i ressentiment) que participà en la quarta versió del Festival Internacional de Cinema de Moscou.